# Набережная Строителей
Набережная Строи́телей — набережная в городе Сестрорецке Курортного района Санкт-Петербурга. Проходит от улицы Мосина до Сестрорецкой железнодорожной линии. Проходит по северному берегу Водосливного канала.

## История
Прежде, с конца XIX века, называлась Кресто́вской набережной. Этот топоним связан, вероятно, с тем, что с набережной были видны кресты часовни на Перепадской набережной (часовня не сохранилась). Крестовской улицей в прошлом называлась также часть улицы Мосина, а Крестовский сквер сохранился доныне на юго-западном углу улиц Мосина и Воскова.
В 1970-х года Крестовскую набережную переименовали в набережную Строителей — в честь абстрактных строителей.
Прежде планировалось построить новую улицу, которая бы соединили улицу Воскова и набережную Строителей и прошла бы вдоль железнодорожных путей. Однако в 2005 году на её трассе была построена Тихвинская часовня, а в 2014 году от планов пробить улицу отказались. Саму набережную планируется существенно расширить за счет прибрежного сквера, а на пустыре возле дома 7 по улице Мосина зарезервирован участок под объект культуры и искусства.

## Застройка
- дом 6 — жилой дом (1970[4])
- дом 8 — жилой дом (1967[4])
- дом 10 — жилой дом (1968[4])